# Stazione di Quero-Vas
La stazione di Quero-Vas è una stazione ferroviaria posta sulla linea Calalzo-Padova. Serve Quero e Vas, nel comune di Setteville, in provincia di Belluno.

## Movimento
La stazione è servita da treni regionali svolti da Trenitalia nell'ambito del contratto di servizio stipulato con le regioni interessate.